# Xian de Shaodong

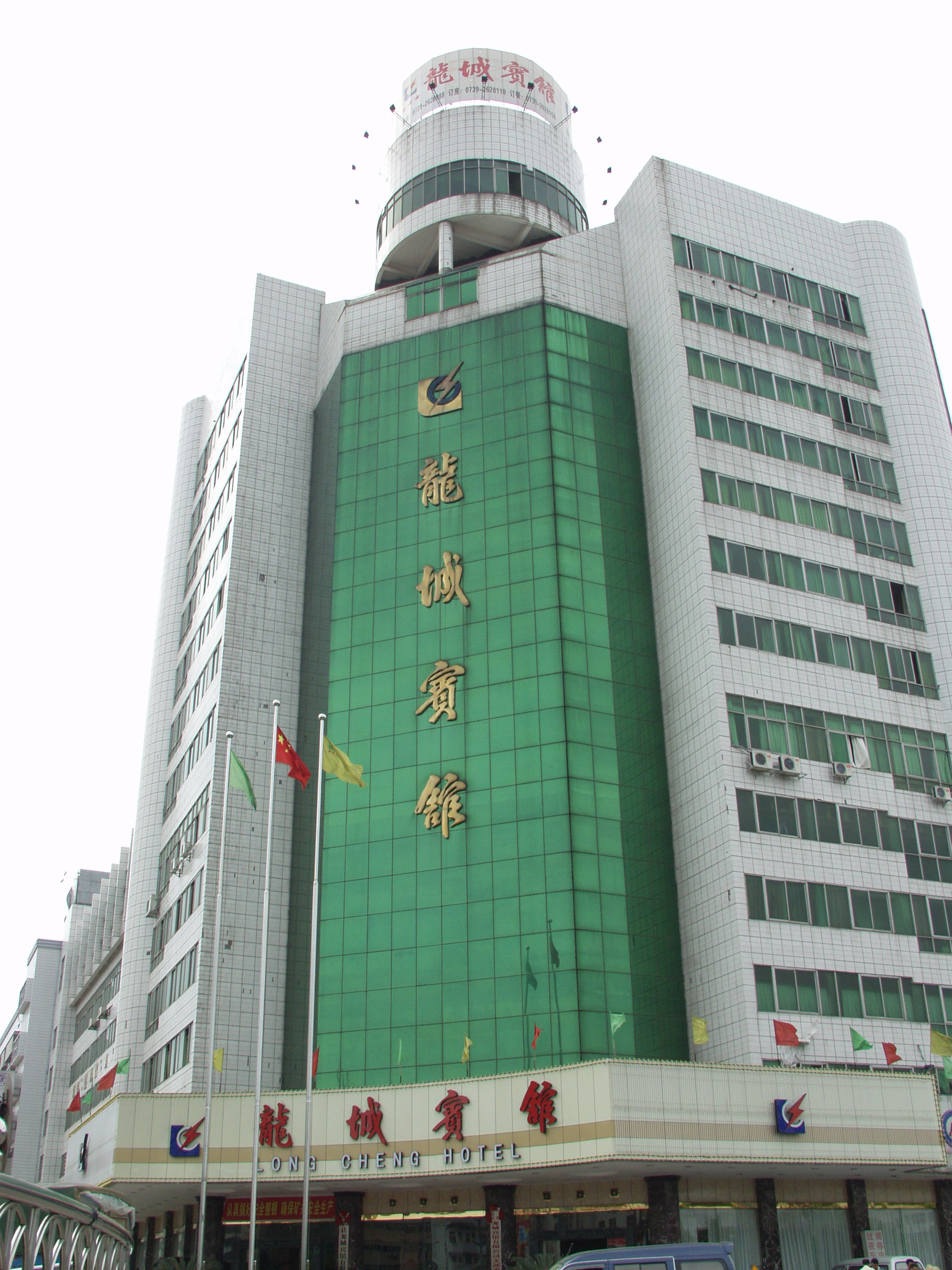
L'hôtel Long Cheng

La ville de Shaodong (邵东市 ; pinyin : Shàodōng shì) est un district administratif de la province du Hunan en Chine. Il est placé sous la juridiction de la ville-préfecture de Shaoyang.

## Démographie
La population du district était de 1 038 500 habitants en 2020.